# Liste der Pseudobasiliken in Polen
▶ Liste(n) von Pseudobasiliken – Übersicht
– Siehe auch Hallenkirchen in Polen (223) –
Anzahl: 39

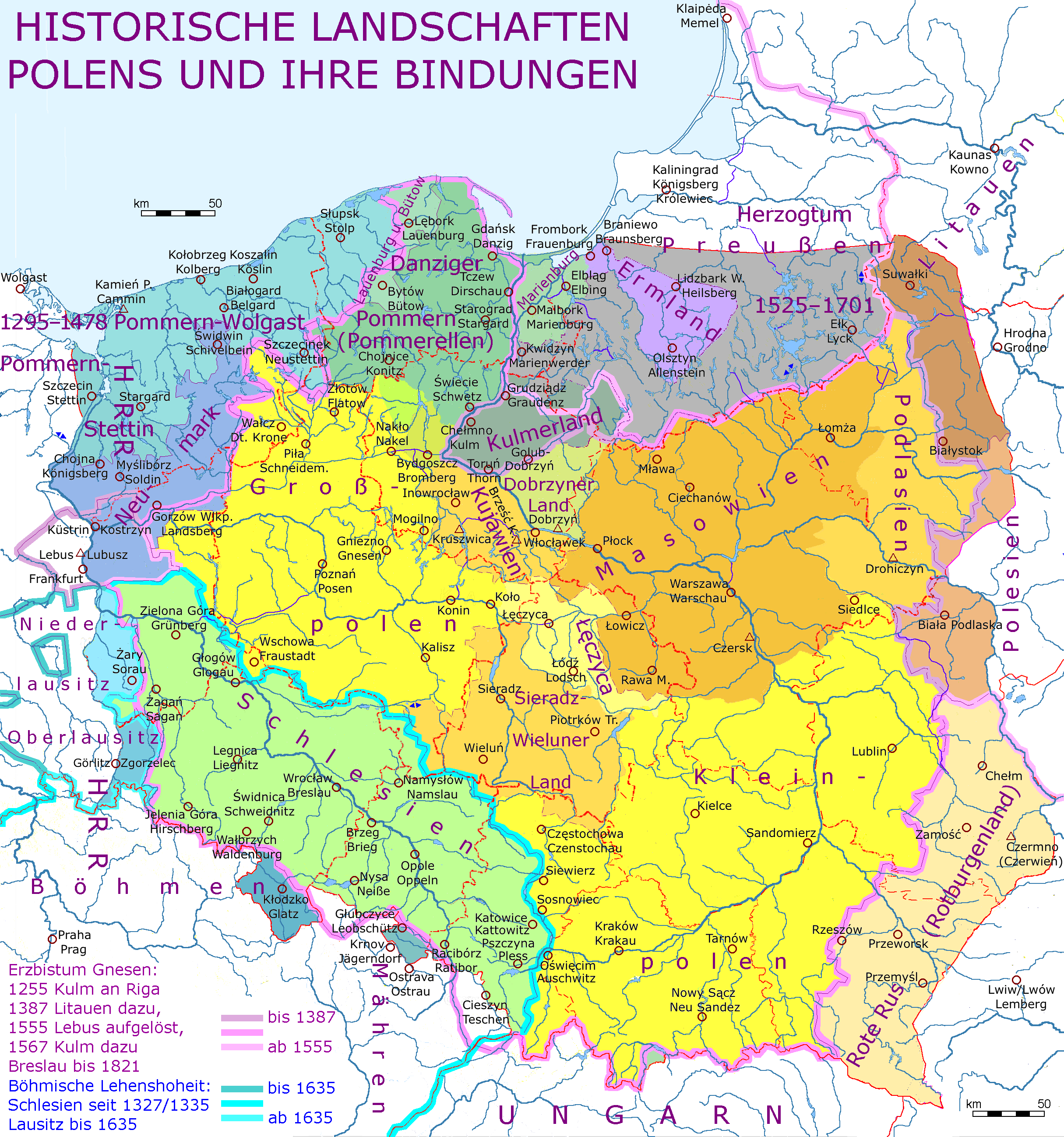
Historische Regionen Polens. Zumindest anfangs von Piasten regiert wurden mit gelblichen Flächenfarben (hellgrün bis orange) unterlegte Gebiete, außerdem das Kulmerland (danach Grundstock des Ordensstaates) und die südliche Neumark. Aktuelle Binnen- und Staatsgrenzen rot.

Pseudobasiliken unterscheiden sich von echten Basiliken dadurch, dass sie keine Obergaden haben. In der Baustilkunde von Wilfried Koch werden sie als Untergruppe der Hallenkirchen bezeichnet. Bei Kirchenräumen, die in allen Teilen mit Kreuzgewölben gedeckt sind, ist die Abgrenzung zur Stufenhalle klar. Ist das Mittelschiff mit einem Tonnengewölbe gedeckt, fehlt das Kriterium der fensterlosen Hochschiffswand, in der die Schildbögen vollständig oberhalb der Arkadenscheitel liegen. Trotzdem werden in den Niederlanden, in denen viele Kirchenräume mit hölzernen Tonnengewölben gedeckt sind, Kirchen mit niedrigen Seitenschiffen auch dann als Pseudobasiliken bezeichnet, wenn das Gemäuer der Arkade knapp über den Scheiteln der Arkadenbögen endet. Andererseits können in gewölbelosen Kirchen mit geringer Dachneigung, beispielsweise in Italien, bei gleichartiger Arkadenkonstruktion die Seitenschiffe fast so hoch sein wie das Mittelschiff.
Geografische Gliederung:
- Die geografische Gliederung der Liste für Polen orientiert sich an den historischen Regionen.

Wikimedia Commons:
- Bei zahlreichen Bauten ist unter dem Kürzel (CC) die zugehörige Commons-Category, d. h. die Mediensammlung in diesem Schwesterprojekt, verlinkt.

Hintergrundinformationen:
- Amtliche Denkmallisten für jede der Woiwodschaften. Sie sind über den Teillisten verlinkt. Bei einzelnen Bauwerken sind die Seitennummern vermerkt.
- ZAB = Zabytek. Dieses Portal der staatlichen Denkmalbehörde Narodowy Instytut Dziedzistwa soll die Denkmallisten in höherer Qualität ersetzen, ist aber noch im Aufbau, umfasst noch nicht alle vorher gelisteten Bauwerke. Es hat für jedes Kulturdenkmal eine Seite, zumeist bebildert. Weitere Informationen reichen von dem alten Listeneintrag über ausführliche Beschreibungen bis zur Filmreportage. Wo es die Seite über ein Bauwerk auch auf Englisch gibt, ist der Link hier im Listenartikel mit ‚ZAB (EN)‘ gekennzeichnet.

## Stettiner Pommern
– Siehe auch Hallenkirchen im Stettiner Pommern (20) –
| Ort                                      | Kirche                                                            | Anmerkungen                                                                                 | Fotos | Fotos                             |
| ---------------------------------------- | ----------------------------------------------------------------- | ------------------------------------------------------------------------------------------- | ----- | --------------------------------- |
| Mieszkowice (Bärwalde), Powiat Gryfiński | K. Przemienienia Pańskiego (CC) (Verklärung des Herrn) Zabytek PL | Gotik und Neugotik, zweischiffige Pseudobasilika, Hauptschiff u. niedriges Nordseitenschiff |       | Grundriss bei Zabytek; 3-d-Modell |
| Pyrzyce (Pyritz), Woi. Westpommern       | St. Moritz, heute Mariä Himmelfahrt (Wniebowzięcia NMP)           | gegründet im 13. Jh., Pseudobasilika seit 14. Jh.                                           |       |                                   |

## Danziger Pommern (Pomerellen)
– Siehe auch Hallenkirchen im Danziger Pommern (15) –
| Ort                                       | Kirche                                            | Anmerkungen | Fotos                                | Fotos |
| ----------------------------------------- | ------------------------------------------------- | --- | ------------------------------------ | ----- |
| Cedry Wielkie (Groß Zünder), Woi. Pommern | Kirche der Schutzengel (św. Aniołów Stróżów) (CC) | 14. Jh., im 17. Jh. erweitert: flachgedecktes Mittelschiff, Nordseitenschiff unter außen sichtbarer fensterloser Hochschiffswand, Südseitenschiff mit Obergaden in Einschnitten zwischen fast die Höhe der Mittelschiffsdecke erreichenden Jochen | Nordostansicht bei Google Streetview |       |

## Kulmerland
– Siehe auch Hallenkirchen im Kulmerland (6) –
| Ort                                    | Kirche                                              | Anmerkungen        | Fotos | Fotos |
| -------------------------------------- | --------------------------------------------------- | ------------------ | ----- | ----- |
| Chełmno (Kulm), Kujawien-Pommern       | św. Jakuba i Mikołaja (St. Jakob und Nikolaus) (CC) | Franziskanerkirche |       |       |
| Grudziądz (Graudenz), Kujawien-Pommern | Kościół św. Mikołaja (Nikolaikirche) (CC)           | 14. Jh.            |       |       |

## Landschaft Preußen
– Siehe auch Hallenkirchen in der Landschaft Preußen (14) –
| Ort                                  | Kirche                            | Anmerkungen                              | Fotos | Fotos |
| ------------------------------------ | --------------------------------- | ---------------------------------------- | ----- | ----- |
| Dzierzgoń (Christburg), Powiat Sztum | Dreifaltigkeitskirche (CC)        | 1310–1320, Mittelschiff flache Holzdecke |       |       |
| Kwidzyn (Marienwerder), Woi. Pommern | Domkirche St. Johannes Evangelist |                                          |       |       |

## Östliches Polen
– Siehe auch Hallenkirchen im östlichen Polen (34) –
| Ort                                              | Kirche                                     | Anmerkungen | Fotos | Fotos |
| ------------------------------------------------ | ------------------------------------------ | --- | ----- | ----- |
| Rossosz, P. Biała Podlaska, Woi. Lublin          | Św. Stanisława (St. Stanislaus) (CC)       | 1908, hölzerne Stufenhalle (Grenzfall Pseudobasilika), dreischiffig, schlanke Stützen, angedeutete Arkaden, flache Decken, Mittelschiff ca. 1,50 m höher als Seitenschiffe |       |       |
| Waniewo, Sokoły, P. Wysokomazow., Woi. Podlasien | Wniebowzięcia NMP (Mariä Himmelfahrt) (CC) | 1887, neuromanisch |       |       |

## Masowien
– Siehe auch Hallenkirchen in Masowien (11) –
| Ort                                      | Kirche                                                                                               | Anmerkungen | Fotos | Fotos             |
| ---------------------------------------- | --- | --- | ----- | ----------------- |
| Ciechanów, Woi. Masowien                 | Kościół Narodzenia NMP (Kirche Mariä Geburt) (CC)                                                    | 1511–1525 |       |                   |
| Niepokalanow, P. Sochaczew Woi. Masowien | Bazylika Niepokalanej Wszechpośredniczki Łask (Basilika der unbefleckten allvermittelten Gnade) (CC) | 1948–1954, später Neoklassizismus, äußerlich „Obergaden“, aber innen Längstonne zwischen flachdeckigen Seitenschiffen; durch massive Architrave der Kolonnaden Grenzfall zur Pseudobasilika |       |                   |
| Wąsosz, P. Grajewo, Woi. Podlasien       | Przemienienia Pańskiego (Verklärung des Herrn) (CC)                                                  | 1508–1534; nur Vorhalle neugotisch 1912 |       | Innenfotos Fehlen |

## Zentralpolen
– Siehe auch Hallenkirchen in Zentralpolen (1) –
| Ort                | Kirche                                               | Anmerkungen                             | Fotos | Fotos |
| ------------------ | ---------------------------------------------------- | --------------------------------------- | ----- | ----- |
| Łódź               | Niepokalanego Poczęcia NMP (unbefl. Empfängnis) (CC) | 1907, neugotisch                        |       |       |
| Sieradz, Woi. Łódź | Stiftskirche (CC)                                    | 1370, im 17. Jh. barock wiederaufgebaut |       |       |

## Großpolen und Kujawien
– Siehe auch Hallenkirchen in Großpolen und Kujawien (13) –
Anzahl: 8
| Ort                                      | Kirche                                                      | Anmerkungen                                                                   | Fotos | Fotos |
| ---------------------------------------- | ----------------------------------------------------------- | ----------------------------------------------------------------------------- | ----- | ----- |
| Duszniki, Pow. Szamotuły, Woi. Großpolen | Kościół Św. Marcina (Martinskirche) (CC) D-NO S. 112 ZAB    | spätgot., zweischiffige Pseudobasilika                                        |       |       |
| Gniezno (Gnesen)                         | St.-Lorenz-Kirche (CC)                                      | 15. Jh., Schiff heute barock                                                  |       |       |
| Gostyń, Woi. Großpolen                   | Margarethenkirche (CC) (Kościół św. Małgorzaty)             | 14. Jh., Grenzfall von Stufenhalle und Pseudobasilika                         |       |       |
| Pepowo Powiat Gostyński, Woi. Großpolen  | Kościół św. Jadwigi (St.-Hedwigs-Kirche) (CC)               | 15. Jh., Turm und Teile des Schiffs 1830 neugotisch                           |       |       |
| Poznań, Woi. Großpolen                   | Karmeliterkirche Hl. Leichnams (Kościół Bożego Ciała) (CC)  | 1406 gegründet durch Jogaila, 1465–1470, teilweise im 18. Jh. wiederaufgebaut |       |       |
| Poznań, Woi. Großpolen                   | Dominikanerkirche Mariahilf (NMP Wspomożenia Wiernych) (CC) | zweischiffig (Nordseitenschiff)                                               |       |       |
| Poznań, Woi. Großpolen                   | Kościół św. Marcina (St. Martin) (CC)                       | 15./16. Jh.                                                                   |       |       |
| Rogoźno, Powiat Oborniki, Woi. Großpolen | St.-Vitus-Kirche (CC)                                       | 1526                                                                          |       |       |

## Ehemalige Neumark
– Siehe auch Hallenkirchen in der ehemaligen Neumark (10) –
Anzahl: 1
| Ort             | Kirche                            | Anmerkungen | Fotos | Fotos |
| --------------- | --------------------------------- | --- | ----- | ----- |
| Rzepin (Reppin) | Serca Pana Jezusa (CC) (Herzjesu) | 1879/1880 gotische Kirche durch neugotischen Bau ersetzt, schmale Seitenschiffe, hölzerne Stützen, „offener Dachstuhl“ |       |       |

## Schlesien
– Siehe auch Hallenkirchen in Schlesien (40) –
Anzahl: 6, davon ein Grenzfall Hallenkirche/Pseudobasilika
| Ort                                                         | Kirche                                                                                                | Anmerkungen | Fotos | Fotos                             |
| ----------------------------------------------------------- | --- | --- | ----- | --------------------------------- |
| Kędzierzyn-Koźle (Kandrzin-Cosel), Woi. Opole               | Sigismundkirche                                                                                       | 1323 Marienkapelle, 1454 Brand außer Marienkapelle, neues Kirchenschiff bis 1570; neugotische Veränderungen                |       | Innenfoto bei Wikimapia           |
| Legnica (Liegnitz), Woi. Niederschlesien                    | Kathedrale St. Peter und Paul                                                                         | 1330–1378, mittelalt. Backstein 1892 mit neuzeitlichen Klinkern verblendet, 1945 rekatholisiert                            |       |                                   |
| Lubin (Lüben), Woi. Niederschlesien                         | Kirche U. L. F. von Czenstochau (CC)                                                                  | 14./15. Jh., Grenzfall Stufenhalle/Pseudobasilika; Turm 14./15. Jh. (ehem. Wehrturm), im 18. Jh. erhöht;                   |       | YouTube-Video zur Geschichte (PL) |
| Mikołów, Woi. Schlesien                                     | Bazylika św. Wojciecha (St.Adalbert)                                                                  | 1843–1861, neuromanisch, gemauerte Gewölbe auf quadratischen Pfeilern, Mittelschiff Längstonne, Seitenschiffe Hängekuppeln |       |                                   |
| Namysłów (Namslau) D-PL-SL S. 639 ff., Woi. Niederschlesien | Franciszka z Asyżu i św. Piotra z Alkantary (Franz von Assisi u. Petrus v. Alcantara) (CC) ZAB 216470 | 14. u. 15. Jh., spätere Veränderungen                                                                                      |       | Innenfoto bei Facebook            |
| Oława (Ohlau), Niederschlesien                              | Maria Trost (CC) D-PL-S S. 698                                                                        | 3. Viertel 13. Jh. und 4. Viertel 15. Jh.                                                                                  |       | kein geeignetes Innenfoto         |

## Kleinpolen und Rotburgenland
– Siehe auch Hallenkirchen in Kleinpolen und Rotburgenland (45) –
Anzahl: 10
| Ort                                               | Kirche                                                                            | Anmerkungen | Fotos | Fotos                               |
| ------------------------------------------------- | --------------------------------------------------------------------------------- | --- | ----- | ----------------------------------- |
| Bór Zapilski, Wręczyca Wielka, Woi. Schlesien     | Kościół św. Jacka (CC) (Hl. Jacek)                                                | Holzkirche, 1921 in altertümlichen Formen, flachgedeckte Seitenschiffe, Mittelschiff deutlich höher                                          |       |                                     |
| Haczów, Karpatenvorland                           | Wniebowzięcia NMP (Mariä Himmelf.) Zabytek PL/EN                                  | 1494, sehr schmale Seitenschiffe flachgedeckt, Stufe auch außen sichtbar                                                                     |       |                                     |
| Janowiec, P. Puławski, Woi. Lublin                | Św. Stanisława bisk. i męcz. i św. Małgorzaty (St. Stanislaus u. Margarethe) (CC) | Kern Mitte 14. Jh., Ausbau Mitte 17. Jh., Renaissance, zweischiffig, Nordseitenschiff unter abgesetztem Schlepp- oder Pultdach               |       |                                     |
| Jeleśnia Woi. Schlesien                           | Świętego Wojciecha (St. Adalbert) (CC)                                            | Seite mit Fotos |       |                                     |
| Kraczswice, Poniatowa, P. Opole Lub., Woi. Lublin | Najświ. Serca Pana Jezusa (Herz Jesu) (CC)                                        | 1919/20, pseudobasilikale Holzkirche, Stützen ohne Bögen, statt Hochschiffswänden dunkle Triforien (Galerie bei Kościoły drewniane w Polsce) |       |                                     |
| Kraśnik, Woiwodschaft Lublin                      | K. Wniebowzięcia NMP (Mariä-Himmelfahrt-K.) (CC)                                  | 1469, Veränderungen 1527–1541 und spätes 17. Jh.                                                                                             |       |                                     |
| Krosno, Woiwodschaft Karpatenvorland              | Kościół Franciszkanów (Franziskanerkirche) (CC)                                   | nach Zerstörung der Kirche aus dem 13. Jh. durch Tataren (1287/88) Wiederauf- und Ausbau ab etwa 1400                                        |       |                                     |
| Targowisko, Zakrzew, Powiat Lublin                | Św. Tomasza Becketa (Thomas Beckett) (CC)                                         | 1746, Holzkirche, dreischiffig, kräftige runde Stützen, flache Träger flache Decken, Mittelschiff über 2 m höher als Seitenschiffe           |       | Innenfotos bei Kraina Wokoł Lublina |
| Tomaszów Lubelski, Woi. Lublin                    | Zwiastowania NMP, (Mariä Verkündigung) (CC)                                       | 1627, Holzkirche, rundbogige Arkaden, Spitztonne des Mittelschiffs oberhalb der rundbogigen Quertonnen der Seitenschiffe                     |       |                                     |
| Truskolasy, Wręczyca Wielka, Woi. Schlesien       | K. św. Mikołaja (CC) St. Nikolai Zabytek ohne Text                                | 1737–1746, anfängliches Westturmpaar verloren, Seitenschiffe als Kapellen genutzt                                                            |       |                                     |

## Belege
1. ↑  Wilfried Koch: Baustilkunde. 33. Auflage. 2016, ISBN 978-3-7913-4997-8, S. 477, Stichwort 601.
2. ↑  Koscióż w Mieszkowicach · Kirche in Mieszkowice – 3-d-Modell
3. ↑  Google Streetview: Kirche in Cedry Wielkie von Nordosten
4. ↑  https://musicamsacram.pl/instrumenty/1763-Rossosz-Kosciol-sw-Stanislawa-Biskupa
5. ↑  [TRAIL.PL – Pępowo - kościół św. Jadwigi]
6. ↑  http://wikimapia.org/15005259/pl/Kościół-pw-św-Zygmunta-i-św-Jadwigi-Śląskiej-rzymskokatolicki#/photo/5790378
7. ↑  YouTube: Kościół pw. Matki Bożej Częstochowskiej w Lubinie, mit kurzen Gewölbeaufnahmem
8. ↑  https://www.facebook.com/FranciszekNamyslow/photos/a.1498514246909179/1498513700242567/
9. ↑  https://atrakcje.slask.pl/atrakcje/bor-zapilski-drewniany-kosciol-pw-sw-jacka-w-borze-zapilskim-13600.html
10. ↑  Seite mit Fotos des Kościół świętego Wojciecha w Jeleśni
11. ↑  Kościoły drewniane w Polsce: Kraczewice, województwo lubelskie, powiat opolski
12. ↑  Krosno (offizielle Seite der Stadt) – Kościół OO. Franciszkanów
13. ↑  http://www.krainawokollublina.pl/index.php/turystyka/zabytki/218-kosciol-w-miejscowosci-targowisko
14. ↑  https://www.dioblina.eu/Kosciol_sw_Mikolaja_Truskolasy